# Folie furieuse
Folie furieuse (titre original : One Shot) est le neuvième roman de la série littéraire Jack Reacher de l'écrivain britannique Lee Child. Publié en 2005 par l'éditeur Bantam Press, le livre a été adapté au cinéma dans Jack Reacher (2012) avec notamment l'acteur Tom Cruise.
L'histoire se déroule dans une ville de l'Indiana où Reacher enquête sur des tirs d'un sniper sur des passants.